# Pere de Santacília i Pacs
Pere de Santacília i Pacs (ciutat de Mallorca, 1592 - ciutat de Mallorca, 1668) fou un militar i noble mallorquí.
Membre de l'alta aristocràcia mallorquina, fill de Joan Miquel Santacília i Togores i de Margarida de Pacs Burgues, Pere de Santacília, a qui Felip III atorgà el 1608 el títol de noble, va participar activament a les lluites entre Canamunts i Canavalls. Fou un dels caps del bàndol dels Canamunt, que a causa de la mort del seu germà Arnau de Santacília i Pacs el 1615 pel bàndol contrari dels Canavalls, dugué a terme una famosa venjança, convertint-se en el responsable de la mort de tres-centes vint-i-cinc persones, segons l'historiador de l'època Francisco Manuel de Melo. Perseguit pels seus enemigs i per la justicia es veié obligat a fugir de Mallorca. El 1632, després de la concòrdia entre ambdós bàndols, s'enrolà a l'exèrcit, i amb una companyia de cinc-cents homes a expenses seves prengué part a la Guerra dels Trenta Anys, aconseguint destacar a Nördlingen i a Magúncia. Nomenat després almirall i governador general de cavalleria, combaté a Portugal. Fou nomenat governador de Menorca entre 1542 i 1545 per impedir la revolta catalana a l'illa i que els francesos hi desembarquessin. Considerat un heroi, tal com Perot Rocaguinarda, Manuel Angelon i Broquetas s'inspirà en la seva figura, convertint-lo en el protagonista de la novel·la Los fueros de Cataluña (1857). Pere de Santacília va contraure dos matrimonis, amb Magdalena Togores Montanyans i García, morta en 1649, i posteriorment, amb Leonor Despuig. La que fou casa seva actualment és ocupada pel Tribunal Superior de Justícia de les Illes Balears.